# クレプスキュール
クレプスキュール (Les Disques Du Crépuscule、レ・ディスク・デュ・クレプスキュール(クレピュスキュール)を省略) は、ベルギーの音楽レーベル。ネオアコ系の先駆けとなった。英国のファクトリー・レコードとも提携した。アンテナはここに属していた。音楽性はフレンチポップス風から、ミニマル・ミュージックなどさまざま。「クレプスキュール (クレピュスキュール)」とはフランス語で「黄昏」の意。
1983年頃に、新星堂と提携して日本で発売され始めた。当初、YMOのメンバーや鈴木慶一が帯に推薦文を寄稿していた。新星堂が設立したレーベルオーマガトキの名称は本レーベルに由来する。

## 参加ミュージシャン
- ミカド (Mikado)
- イザベル・アンテナ (Isabelle Antena)
- タキシードムーン (Tuxedomoon)
- フレンチ・インプレッショニスツ (French Impressionists)
- ペイル・ファウンテンズ (The Pale Fountains)
- アンナ・ドミノ (Anna Domino)
- マイケル・ナイマン (Michael Nyman)
- ヴィム・メルテン (Wim Mertens)※日本ではソフト・ヴァーディクト (Soft Verdict)名義で発売
- ポール・ヘイグ (Paul Haig)
- ジョセフK (Josef K)
- キャバレー・ヴォルテール (Cabaret Voltaire)
- キャシー・クラレ (Cathy Claret)
- ルイ・フィリップ (Louis Philippe)
- ギャヴィン・ブライアーズ (Gavin Bryars)
- ビル・ネルソン (Bill Nelson)
- リチャード・ジョブソン (Richard Jobson)